# Michael von Numsen
Michael von Numsen (* 28. März 1686; † 7. September 1757) war ein dänischer Generalfeldmarschall.

## Leben

### Herkunft
Numsen entstammte einer 1688 nobilitierten dänischen Familie. Seine Eltern waren der dänische Generalmajor Mathias Numsen (1646–1731) und Marie Olesdatter Worm (1588–1654). Der ebenfalls dänische General Christian Wilhelm von Numsen (1687–1756) war sein Bruder.

### Werdegang
Numsen trat bereits im Alter von 15 Jahren in seines Vaters Regiment, das 2. Seeland-Reiter-Regiment ein und nahm sofort an der Kampagne in Holland teil. Er avancierte 1703 zum Leutnant und wurde 1706 Kapitän im Dragoner-Regiment von Herzog Württemberg-Oels. 1712 stieg er weiter auf zum Rittmeister bei der Leibgarde zu Pferde sowie 1717 zum Major. Inzwischen zum Oberst aufgestiegen wurde er 1723 Chef des 3. Jütländischen-Reiter-Regiments, avancierte 1728 zum Generalmajor, wurde 1731 Ritter des Dannebrogorden und erhielt schließlich 1735 den Charakter eines Generalleutnants. Er wurde 1740 Oberkriegssekretär, und avancierte, nachdem er von dieser Stellung zurückgetreten war, 1746 zum General der Kavallerie. Numsen wurde 1748 Ritter des Elefanten-Orden und 1750 Kommandant von Kopenhagen. Ebenfalls 1750 wurde ihm der Orden der perfekten Union verliehen. Er hat 1756 den Titel eines Feldmarschall verliehen bekommen.

### Familie
Numsen vermählte sich 1725 mit Margrethe Marie Thomasine von Ingenhaef (1705–1776), Tochter des dänischen Generals Johann Peter von Ingenhaeff († 1717). Aus der Ehe sind 12 Kinder hervorgegangen, darunter die beiden ebenfalls dänischen Geheimräte Frederik von Numsen (1737–1802) und Christian Frederik von Numsen (1741–1811). Seine Tochter Marie war die Mutter von Frederik Knuth (1760–1818).